# Propadnutí tramvajového ostrůvku v Brně

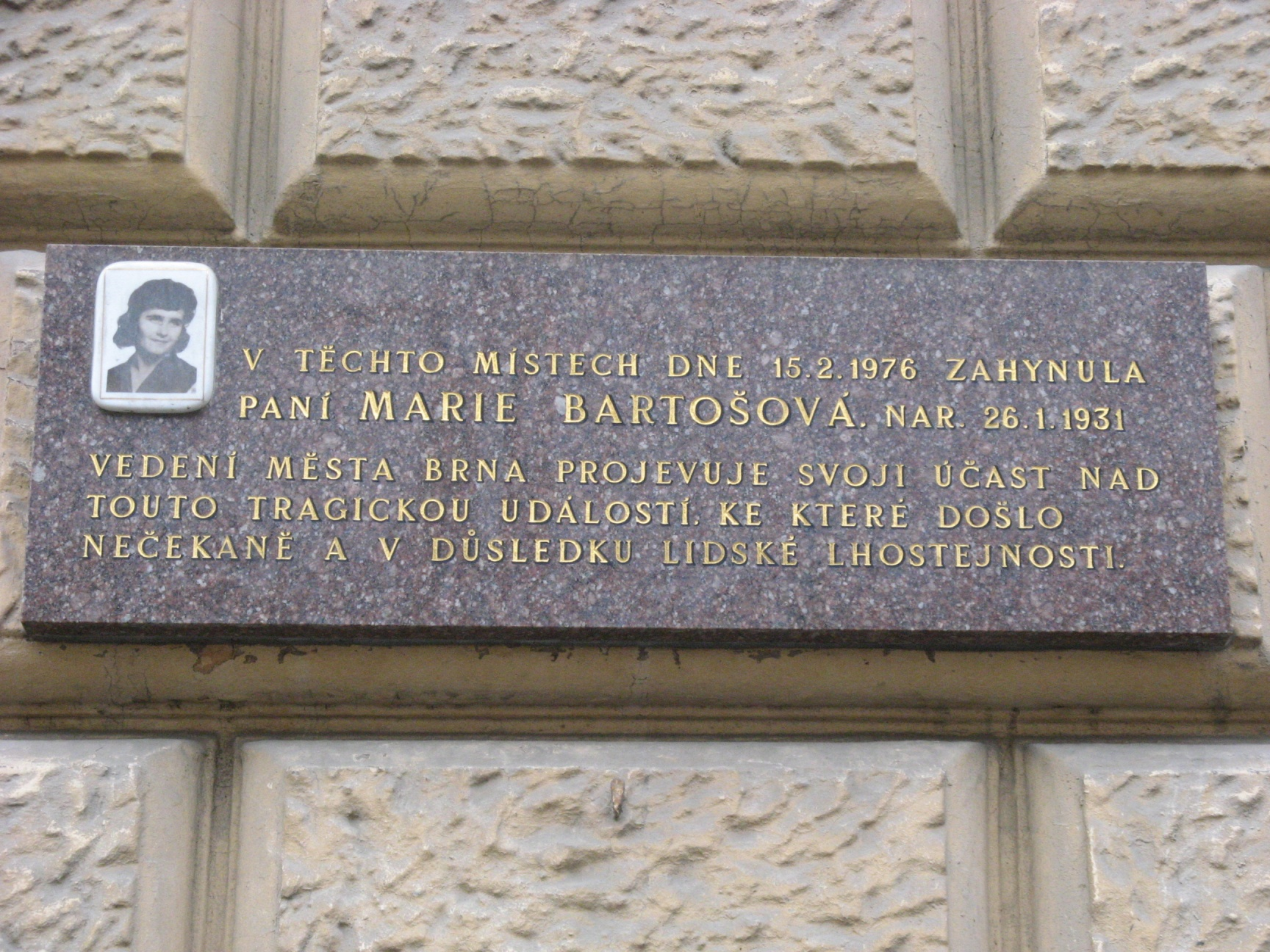
Pamětní deska na domu u tramvajové zastávky

K propadnutí tramvajového ostrůvku v Brně došlo 15. února 1976 v Pekařské ulici na Starém Brně. Jedinou obětí byla Marie Bartošová (* 26. ledna 1931), prodavačka květin z blízkého obchodu. Její tělo se nepodařilo najít ani po deseti letech pátrání. Teprve v roce 1992 nalezla policie část lidské kostry a následně na jiném místě i lebku; dotyčné pozůstatky byly poté identifikovány jako ostatky Marie Bartošové.